# Procycloneura morosa
Procycloneura morosa är en tvåvingeart som beskrevs av Edwards 1933. Procycloneura morosa ingår i släktet Procycloneura och familjen svampmyggor.
Artens utbredningsområde är Peru. Inga underarter finns listade i Catalogue of Life.